# HMS C29
Pour les articles homonymes, voir C29.
Le HMS C29 est l’un des 38 sous-marins britanniques de classe C, construit pour la Royal Navy au cours de la première décennie du XXe siècle. 

## Conception
La classe C ne se distinguait de la classe B que par un gain de performances en immersion. Le sous-marin avait une longueur de 43,4 m, un maître-bau de 4,1 m et un tirant d'eau moyen de 3,5 m. Leur déplacement était de 292 tonnes en surface et 321 tonnes en immersion. Les sous-marins de classe C avaient un équipage de deux officiers et quatorze matelots.
Pour la navigation en surface, ces navires étaient propulsés par un unique moteur à essence Vickers à 16 cylindres de 600 chevaux-vapeur (447 kW) qui entraînait un arbre d'hélice. En immersion, l’hélice était entraînée par un moteur électrique de 300 chevaux (224 kW). Ces navires pouvaient atteindre 12 nœuds (22 km/h) en surface et 7 nœuds (13 km/h) sous l’eau. En surface, la classe C avait un rayon d'action de 910 milles marins (1690 km) à 12 nœuds (22 km/h).
Les navires étaient armés de deux tubes lance-torpilles de 18 pouces (457 mm) à l’avant. Ils pouvaient transporter une paire de torpilles de rechargement, mais en général, ils ne le faisaient pas, car en compensation ils devaient abandonner un poids égal de carburant.

## Engagements
Le HMS C29 a été construit par Vickers à leur chantier naval de Barrow-in-Furness. Sa quille fut posée le 4 juin 1908 et il fut mis en service le 17 septembre 1909. Le bateau a coulé un navire marchand en patrouillant dans le golfe de Riga en mer Baltique.
Le C29 a participé à la tactique du piège à U-Boote. La tactique consistait à utiliser un chalutier leurre pour remorquer un sous-marin en plongée. Lorsqu’un sous-marin ennemi était aperçu, la ligne de remorquage et la ligne de communication téléphonique entre les deux navires étaient détachées, et le sous-marin britannique attaquait le sous-marin ennemi. La tactique a partiellement réussi, mais elle a été abandonnée après la perte de deux sous-marins de classe C avec, dans les deux cas, tout leur équipage. 
Le C29 était l’un des deux sous-marins de classe C qui ont coulé en tentant d’utiliser cette tactique (l’autre étant le HMS C33). Il a été détruit par une mine lorsque son chalutier remorqueur, l'Ariadne, s’est égaré dans un champ de mines dans l’estuaire de la Humber le 29 août 1915.